# Floating Points
Сем Шепард (англ. Sam Shepherd); 21 травня 1986) — британський продюсер електронної музики, діджей і музикант. Засновник лейблу Pluto Records, співзасновник Eglo Records та лідер гурту з 16 учасників Floating Points Ensemble. Відомий під сценічним ім'ям Floating Points.

## Біографія
Шепард виріс у Манчестері, навчався грі на піаніно в музичній школі Четхема, а потім здобув ступінь доктора філософії з нейронаук та епігенетики в Університетському коледжі Лондона. Наприкінці 2000-х він також працював діджеєм у лондонському клубі «Plastic People».
Серед музичних впливів Шепарда — Клод Дебюссі, Олів'є Мессіан та Білл Еванс. Він почав випускати роботи під псевдонімом Floating Points у 2008 році, а у 2017 році гастролював з гуртом The xx. У 2019—2020 роках Шепард співпрацював з джазовим саксофоністом Фароа Сандерсом та Лондонським симфонічним оркестром над альбомом Promises, який вийшов 26 березня 2021 року і отримав схвальні відгуки критиків. Це був перший великий новий альбом, виданий Сандерсом за майже два десятиліття.
Співпрацював як продюсер для альбому Bad Mode японсько-американської співачки і авторки-виконавиці Хікару Утади, працюючи над піснями «BAD MODE», «Kibunja Naino (Not In The Mood)» і «Somewhere Near Marseilles».

## Дискографія

### Студійні альбоми
- 2015: Elaenia
- 2017: Reflections — Mojave Desert
- 2019: Crush
- 2021: Promises (разом з Фароа Сандерсом та Лондонським симфонічним оркестром)
- 2024: Cascade

### Збірки
- 2019: Late Night Tales: Floating Points

### Мініальбоми
- 2009: Vacuum
- 2011: Shadows
- 2016: Kuiper
- 2025: Lazarus